# Mitsuo Fuchida

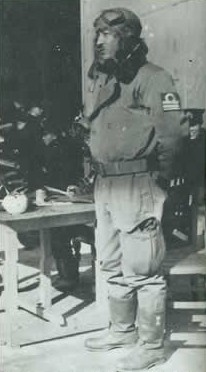
Fuchida à l'entraînement pour l'attaque de Pearl Harbor.

Mitsuo Fuchida (3 décembre 1902 à Katsuragi - 30 mai 1976 à Kashiwara) est né dans une famille aux valeurs nationalistes et patriotiques profondément enracinées qui lui ont été fortement inculquées. En 1920, il rejoint la Marine impériale japonaise (Teïkoku Nihon Kaïgun) dans l'escadre embarquée, récemment créée par l'amiral Isoroku Yamamoto. 
Il devient capitaine de vaisseau de l'aviation et pilote avant et pendant la Seconde Guerre mondiale. À bord d'un avion torpilleur Nakajima B5N2 type 97 Modèle 1 (« Kate »), il prend la tête de la première vague d'avions lors de l'attaque de Pearl Harbor, le 7 décembre 1941 puis commande le bombardement de Darwin le 19 février 1942. Atteint d'une appendicite, il ne peut participer à la bataille de Midway. Après la capitulation du Japon en septembre 1945, il se convertit au christianisme évangélique.

## Seconde Guerre mondiale

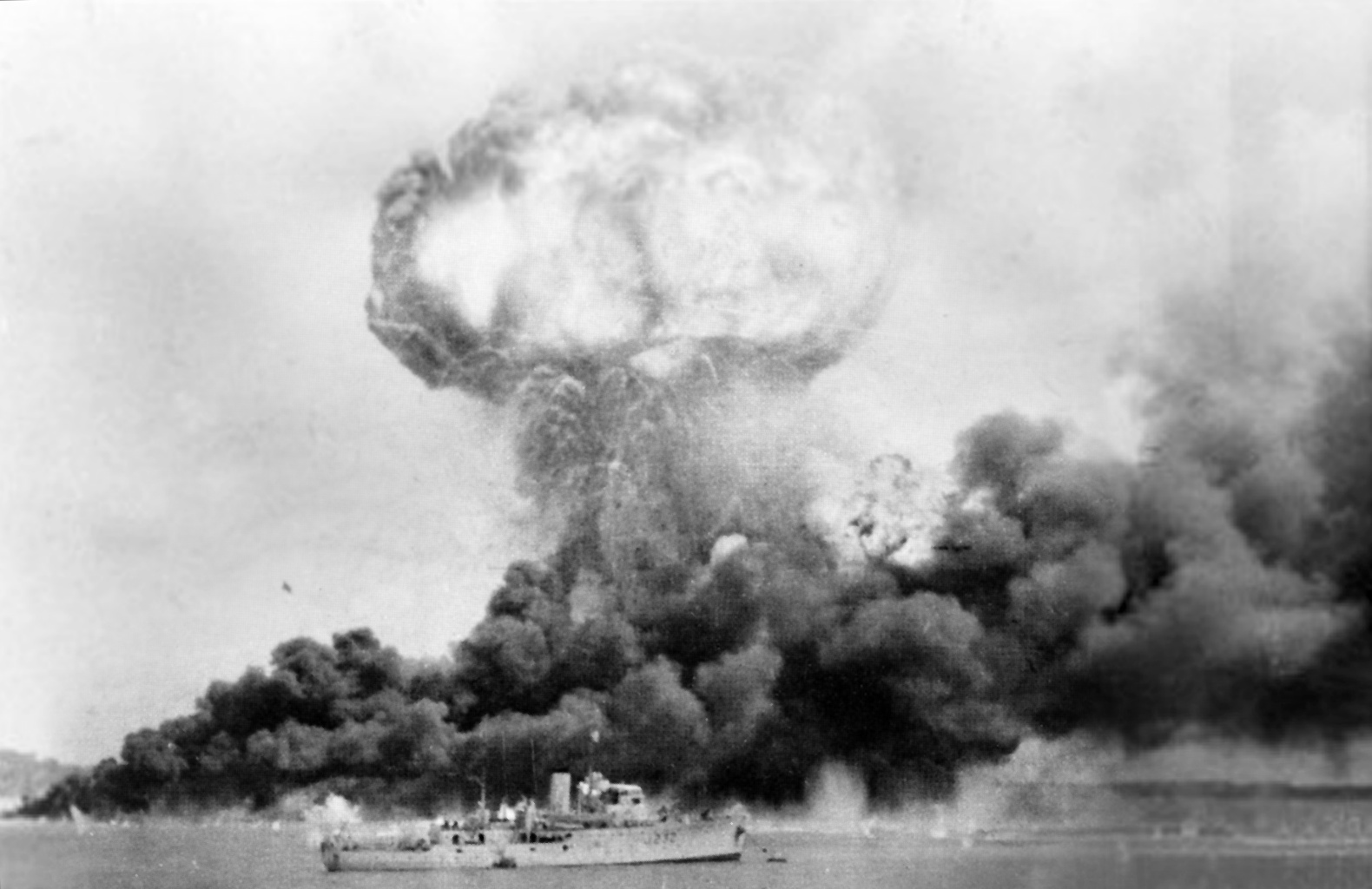
L'explosion du MV Neptunia lors du bombardement de Darwin en 1942.

Fuchida est alors l'un des pilotes les plus compétents, expérimentés et populaires du Rengo Kentai et est affecté à la direction de la première vague des forces d'attaque de Pearl Harbor. Il transmet le message codé Tora, tora, tora! à l'amiral Isoroku Yamamoto à bord du cuirassé Nagato. Il supervise ensuite l'attaque et prend des photos en tant qu'observateur à bord d'un avion Nakajima B5N2 type 97 Kate, pendant la première et une partie de la deuxième phase de l'attaque, puis participe à l'attaque sur le cuirassé USS Pennsylvania. Après s'être mis à couvert, il recommande une troisième attaque dirigée contre les réservoirs de carburant à son commandant Chūichi Nagumo, qui, estimant avoir perdu l'effet de surprise, rejette l'option.
Pour ce succès, Mitsuo Fuchida et Shigekazu Shimazaki, chef de la deuxième vague d'attaque, sont reçus en audience par l'empereur Hirohito en personne au palais impérial de Tokyo le 25 décembre 1941, ce qui est considéré comme un immense honneur. Il devient ainsi un héros national.
Il commande ensuite les forces aériennes qui participèrent au raid sur Ceylan en avril 1942. Le 6 juin 1942, lors de la deuxième phase de la bataille de Midway, il est grièvement brûlé lorsque son avion prend feu sur le pont lors de l'attaque de bombardiers en piqué américains contre le porte-avions Akagi. La gravité de ses brûlures est telle qu'il est retiré du service actif et réaffecté à des tâches de coordination de l'état-major de la marine à Tokyo.
Le 5 août 1945, Fuchida coordonne la préparation des défenses d'Hiroshima lorsqu'il reçoit un appel urgent pour se présenter tôt le lendemain au quartier général de la Marine à Tokyo. Cela le sauve de la mort, Hiroshima étant la cible du premier des bombardements atomiques effectués par les États-Unis sur le Japon. Le lendemain de l'attaque, il effectue un vol d'inspection au-dessus de la zone et fait les premiers rapports sur les effets de la bombe atomique.

## Période d'après-guerre
Après la guerre, Fuchida, mortifié par la défaite, tombe dans une profonde dépression accompagnée d'une ardente haine contre les Américains. Mais en 1949, il découvre le parcours du pilote chrétien évangélique américain Jacob DeShazer, survivant du raid de Doolittle, fait prisonnier après que son avion se soit écrasé en Mandchourie et détenu dans un camp japonais entre 1942 et 1945. Durant ses années de captivité, DeShazer demande une Bible, ce qui lui est accordé. Il prêche le « pardon de Jésus-Christ » y compris envers les ennemis japonais et décrit cela dans un récit après la guerre. Fuchida est touché par ce récit et passe du shintoisme au christianisme évangélique, sortant de sa dépression d'après-guerre.
Il part en tournée de témoignage aux États-Unis en 1952, où il est reçu avec les honneurs par les évangélistes. Il meurt du diabète sucré en 1976 à l'âge de 73 ans à Kashiwara, près d'Osaka.